# Rialto Towers
Rialto Towers je 55-nadstropni poslovni nebotičnik v Melbournu v Avstraliji. Z višino 251 m je najvišja poslovna zgradba na južni polobli. Nebotičnik ima na vrhu tudi razgledno točko, s katere se vidi celoten Melbourne.
Nebotičnik je bil odprt 15. oktobra 1985 in leta 1994 je bila odprta razgledna točka na 55 nadstropju. Rialto towers je eden izmed najbolj prepoznavnih znakov mesta Melbourne.
Rialto Towers je tudi član svetovne zveze visokih stolpnic. Ob izgradnji je prevzel naziv najvišje stavbe v Avstraliji od nebotičnika MLC Centre v Sydneyju, pet let kasneje pa ga je presegel nebotičnik 101 Collins Street (status najvišje prostostoječe zgradbe v državi ima že od leta 1981 Sydney Tower).